# Tapo (Bobonaro)
Tapo (Bunak für heilige Axt) ist ein osttimoresischer Suco im Verwaltungsamt Bobonaro (Gemeinde Bobonaro).

## Geographie

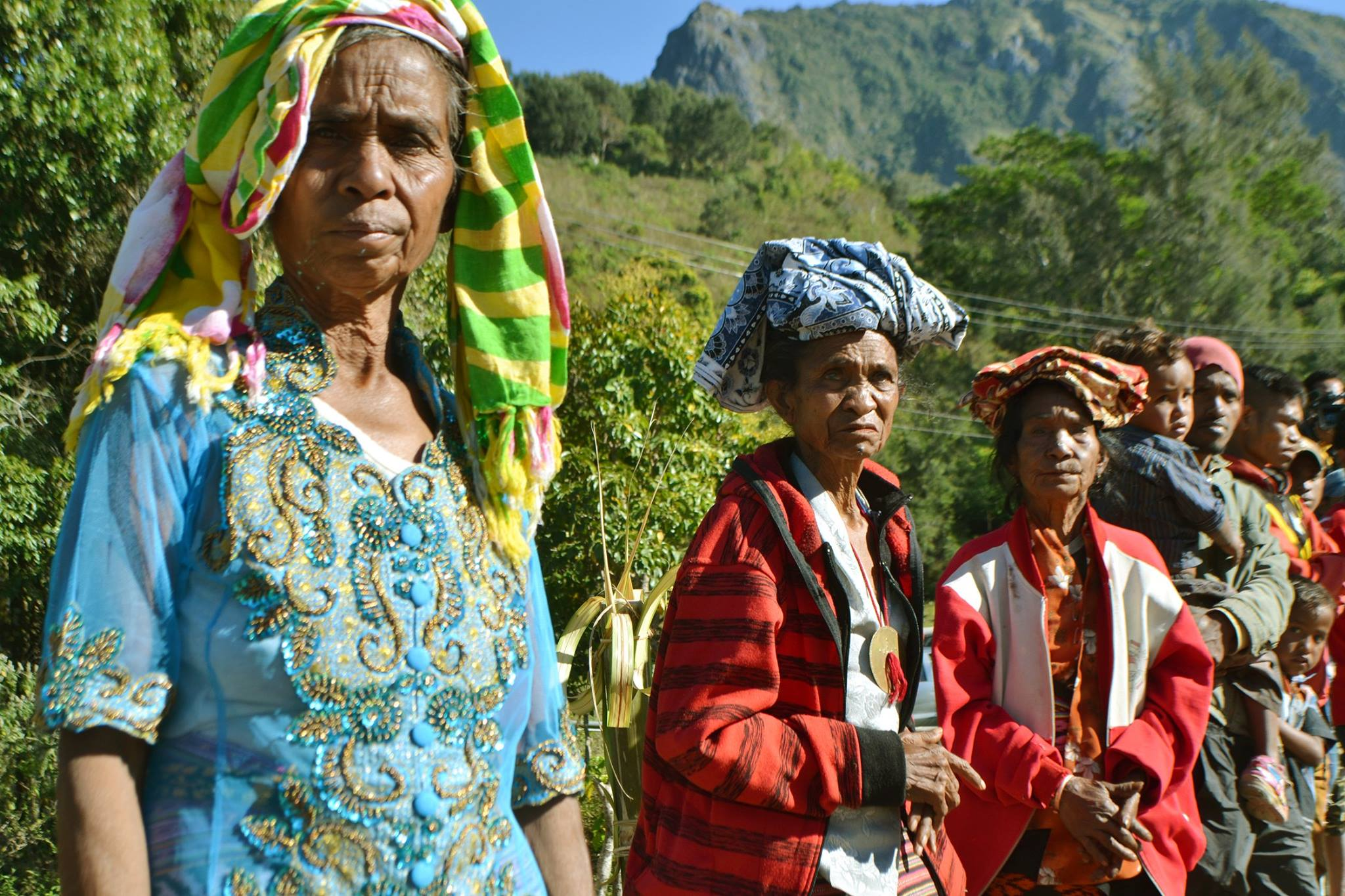
Frauen…

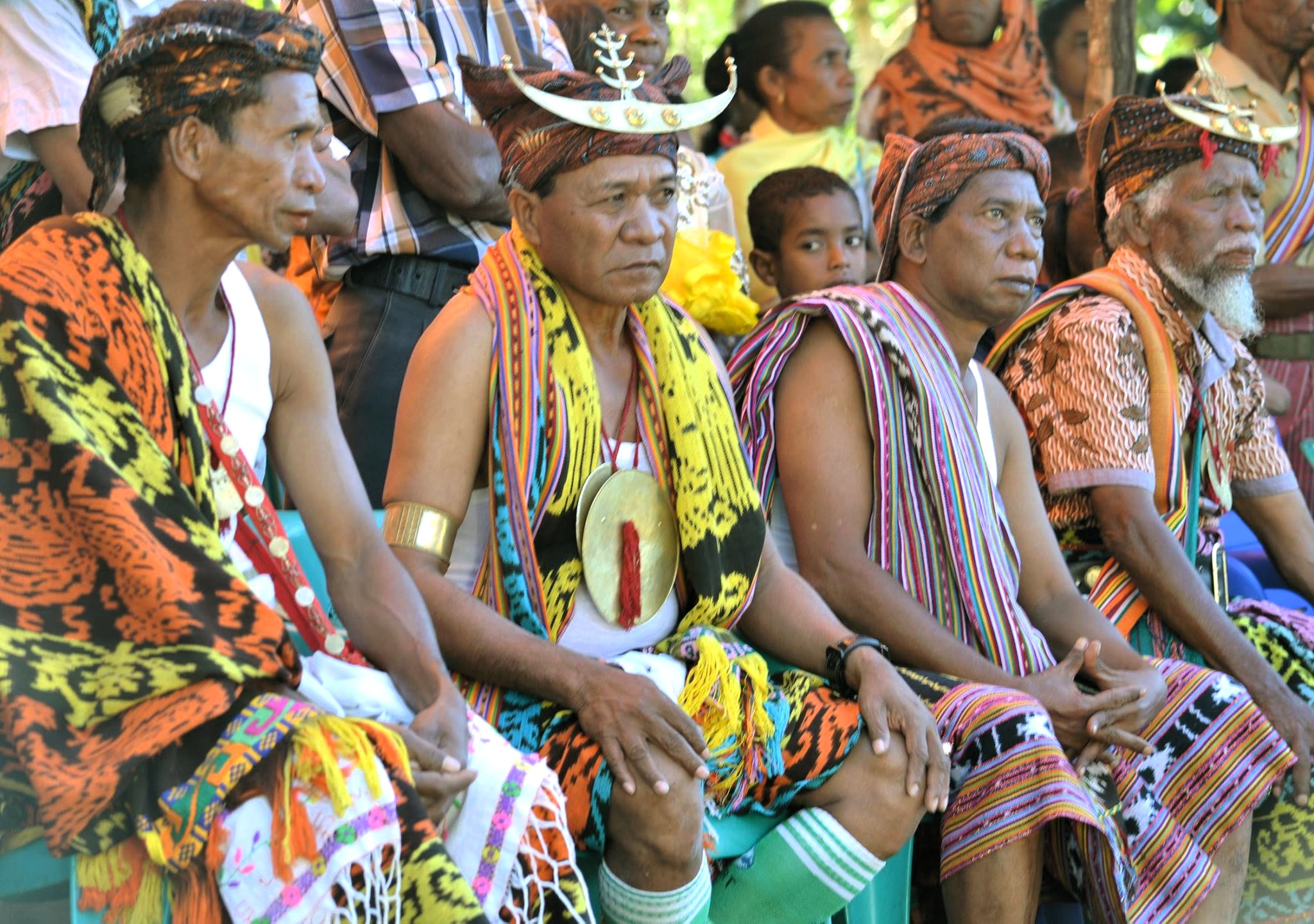
…und Männer in traditioneller Tracht (2016)

Der Suco Tapo liegt im Südwesten des Verwaltungsamts Bobonaro. Nördlich liegt der Suco Oeleo, nordöstlich der Suco Ai-Assa und südlich der Suco Leber. Im Westen liegt das Verwaltungsamt Maliana mit seinen Sucos Saburai und Tapo/Memo. Im Süden von Tapo entspringt der Fluss Ilsa, der quer durch den Suco nach Osten fließt. Der Fluss gehört zum System des Loumea. Im Osten steigt das Land über 1500 m an. An der Grenze zu Leber liegt hier der Lakus (1765 m, Lage), nördlich davon der Oe-po (1734 m. Lage) und im Südosten der Tasgolo (1240 m, Lage).
Tapo hat eine Fläche von 9,44 km² und teilt sich die zwei Aldeias Oe-po (Oepo) und Tapo Tas.
Der Ort Tapo liegt im Norden des Sucos. Hier befinden sich die Grundschule Cristo Liurai Tapo B, eine Kapelle und ein Friedhof sowie der Sitz des Sucos. Westlich des Ortes steht eine Sendeantenne der Timor Telecom. Der einzige größere Ort im Suco neben Tapo ist Oe-po im Südwesten des Sucos. Durch beide Dörfer führt die Überlandstraße, die Lolotoe mit dem Norden Osttimors verbindet.

## Einwohner

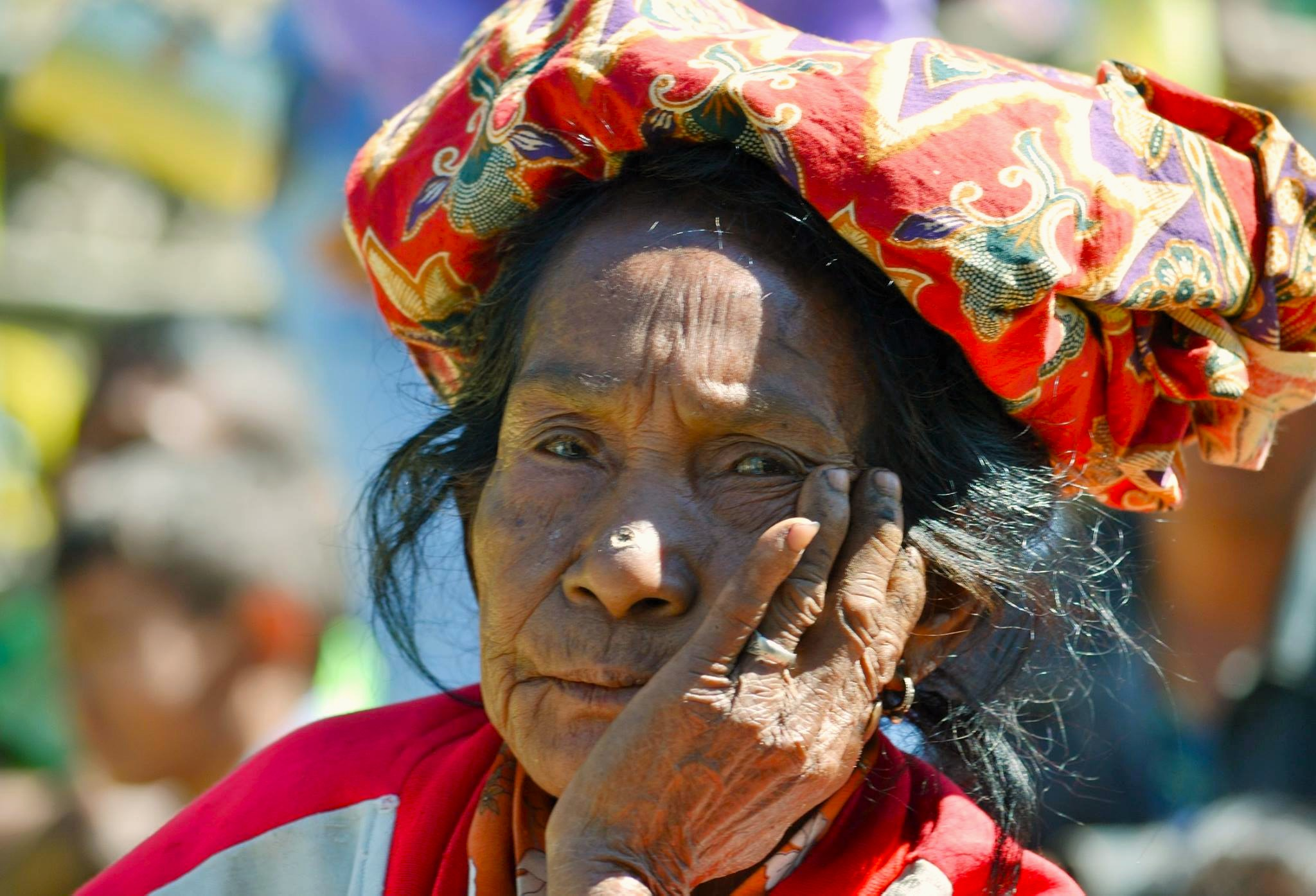
Eine Frau in Tapo (2016)

Im Suco leben 738 Einwohner (2022), davon sind 350 Männer und 388 Frauen. Im Suco gibt es 168 Haushalte. Über 95 % der Einwohner geben Bunak als ihre Muttersprache an. Eine kleine Minderheit spricht Kemak.

## Geschichte

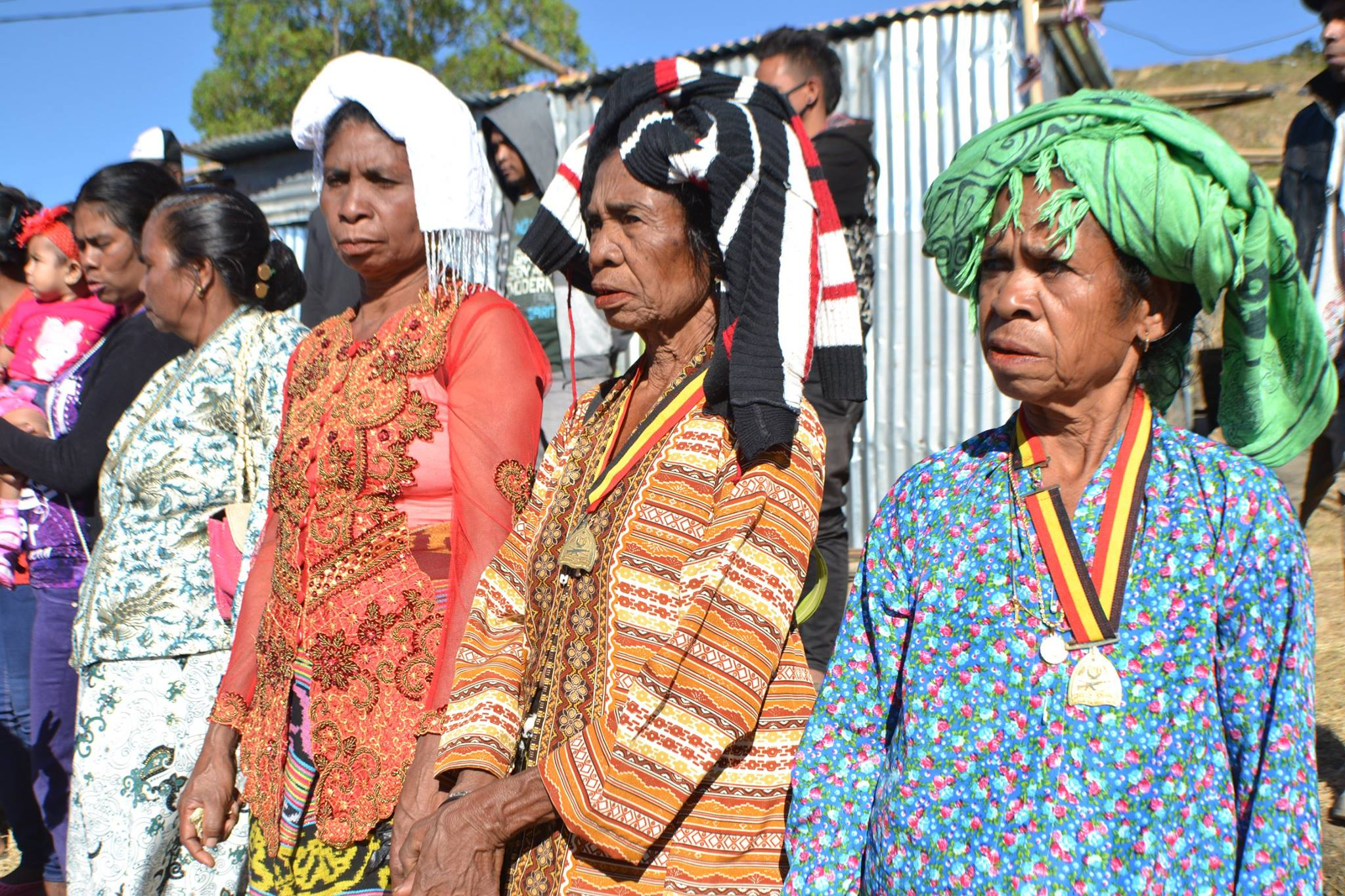
Zwei Frauen mit dem Ordem Funu Nain, der posthum an Märtyrer des Unabhängigkeitskrieges verliehen wird

Ehemalige Einwohner Tapos gründeten erst vor einigen Generationen den tiefergelegenen Nachbar-Suco Tapo/Memo. Zwischen den beiden Sucos bestehen noch heute rituelle Beziehungen.
Die Nachbarn Tapo, Oeleo und Leber haben eine langwährenden Konflikt hinter sich. Über Jahrzehnte kämpften die Männer der Gemeinden gegeneinander um Land und Grenzverläufe. Auch im Bürgerkrieg 1975 kam es zu Gewaltausbrüche zwischen ihnen. Tapo und Oeleo galten als Hochburgen der UDT und waren loyal zur portugiesischen Kolonialverwaltung. Leber galt als Zentrum der pro-indonesischen APODETI. Einwohner aus Tapo beschuldigen FRETILIN-Anhänger, sie hätten 1975 hunderte UDT-Anhänger nach Cova Lima und Westtimor vertrieben. Auch in Leber wurden im August 1975 von der FRETILIN, unterstützt von Einwohnern aus Tapo und Oeleo, hunderte Häuser niedergebrannt und die Bewohner mussten in die Berge fliehen.
Am 3. November 1975 starb Maria Tapó bei der Verteidigung ihres Heimatdorfes im Kampf gegen die Indonesier. Sie gilt als erste weibliche Kämpferin, die in dem Konflikt ums Leben kam. Ihr zu Ehren wird der Nationale Tag der Frau an ihrem Todestag begangen.

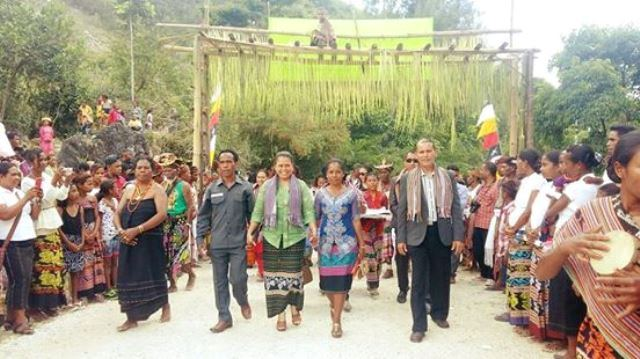
Gedenkveranstaltung für Maria in Tapo (2016)

Auch während der indonesischen Besatzungszeit (1975–1999) teilten sich die Dörfer zunächst in Unterstützer und Gegner der Indonesier. In Leber war eine Spezialeinheit der Streitkräfte Indonesiens stationiert, während in Tapo und Oeleo die FRETILIN Unterstützung fand. 1976/77 griff die indonesische Armee immer wieder in den bewaffneten Konflikt ein. In Tapo und Oeleo wurden von den Indonesiern Zivilisten getötet und in Tapo hunderte Häuser zerstört.
Im Mai 1981 wurden Männer aus Tapo gezwungen, sich an der Operation Zaun aus Beinen zu beteiligen, bei der Tausende Zivilisten die Insel durchstreiften, um Guerillakämpfer der FALINTIL aufzuspüren. 1999 wurden Jugendliche aus dem Ort von den indonesischen Besatzern gefangen genommen und im Militärposten in Maliana gefoltert. Danach zwang man sie zum Dienst in der Wanra Dadarus Merah Putih. Andere Rekruten sollen sich freiwillig der pro-indonesischen Miliz angeschlossen haben. Infolge der indonesischen Operation Donner nach dem Unabhängigkeitsreferendum 1999 wurden viele Einwohner nach Westtimor deportiert, wo sie in Camps unterkamen, bis sie zurückkehren konnten.
2003 wurde ein Treffen von Vertretern aus den drei Sucos organisiert. Das Zusammentragen der Geschehnisse machte ihnen klar, dass die politischen Bündnisse quer durch die Gemeinden gingen und alle drei unter den Konflikten litten. Durch das rituelle Treffen sollte eine friedliche Zukunft ermöglicht werden.

## Politik

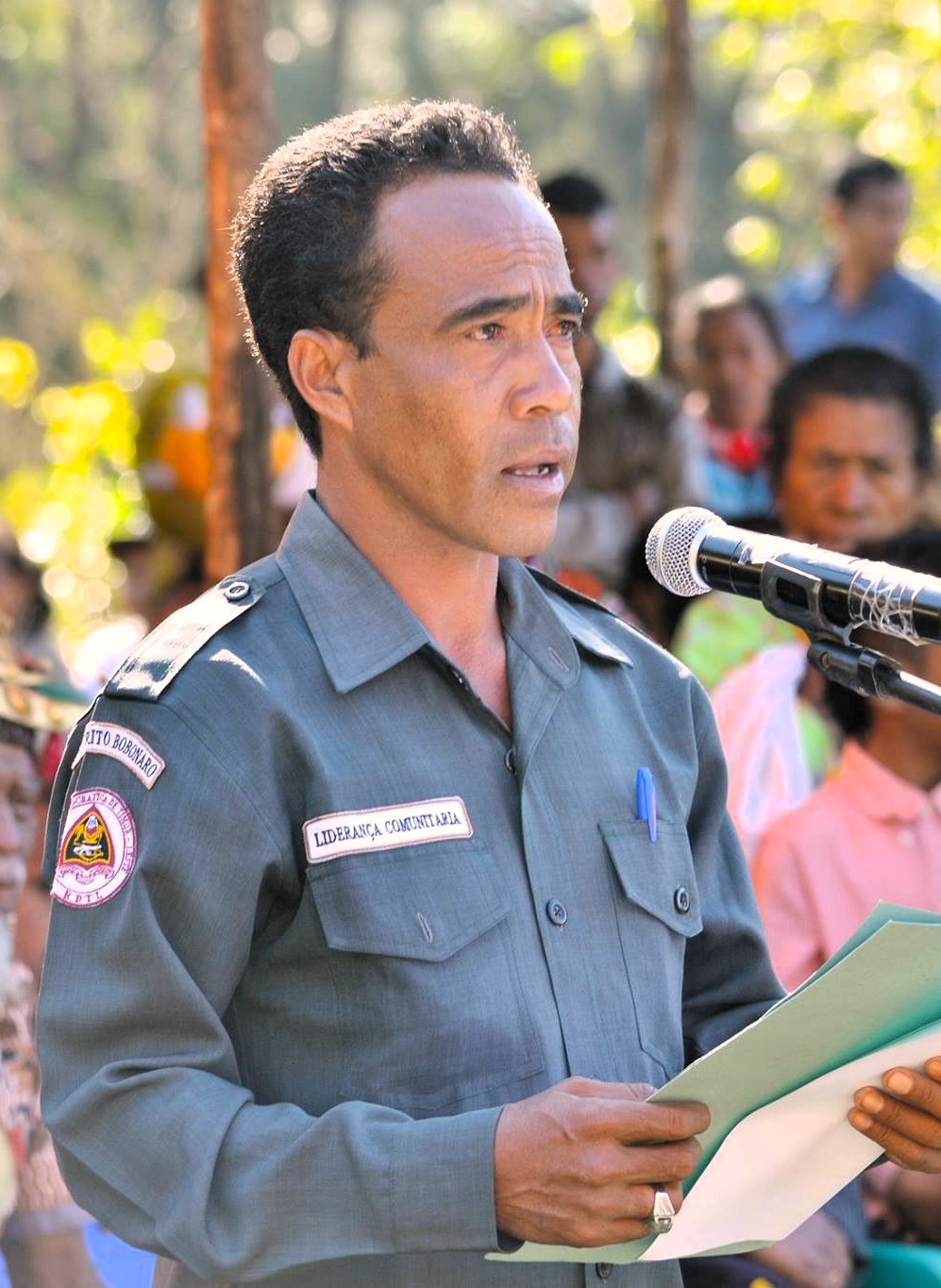
Xavier Cardoso Barreto (2016)

Damião da Cruz, ehemaliger Chef von Tapo, gehört zu den Opfern des Massakers in der Polizeistation von Maliana am 8. September 1999.
Bei den Wahlen von 2004/2005 wurde Justino Viegas Amaral zum Chefe de Suco gewählt. Bei den Wahlen 2009 gewann Xavier Cardoso Barreto und wurde 2016 und 2023 in seinem Amt bestätigt.

## Persönlichkeiten
- Domingas dos Santos (* 1959), Politikerin
- Maria Tapó († 1975), Unabhängigkeitskämpferin